# Райский зимородок Риделя
Ра́йский зиморо́док Риделя, или биакский ракетохвостый зимородок (лат. Tanysiptera riedelii), — вид птиц семейства зимородковых, подвидов не выделяют. Эндемик острова Биак.

## Описание
Райский зимородок Риделя достигает длины 36—37 см (вместе с длинным хвостом) и массы от 55 до 72 г. Лоб, макушка, затылок, боковые части головы и передняя часть спины ярко-голубые. Верхняя часть тела тёмно-синяя, надхвостье белое. Центральные рулевые перья удлиненные, длиннее крайних рулевых перьев на 15—16 см, белые у основания, голубые в центральной узкой части, с белыми широкими кончиками. Нижняя часть тела белая. Клюв оранжево-красный, радужки тёмно-карие, ноги зеленовато-серые или охристые. У молодых птиц верхняя часть тела более тёмная, хвост короткий, светлый, клюв тёмно-коричневый.

## Распространение
Райский зимородок Риделя распространён на острове Биак. Он питается насекомыми и червями, которых он ловит на земле.